# Rudolf Bauer
Rezső ("Rudolf") Bauer (Budapest, 2 de enero de 1879-Sósér, 9 de noviembre de 1932) fue un atleta de Hungría especialista en lanzamiento de disco.
Ganó la medalla de oro en esta prueba en los Juegos Olímpicos de 1900 en París con 36,04 metros, un nuevo récord mundial.